# Ammerham
Ammerham – wieś w Anglii, w hrabstwie Somerset. Leży 37 km na północny zachód od miasta Dorchester i 208 km na zachód od Londynu.